# Michelle Andrews
Michelle Andrews, född den 19 november 1971 i Newcastle, New South Wales, är en australisk landhockeyspelare.
Hon tog OS-guld i damernas landhockeyturnering i samband med de olympiska landhockeytävlingarna 1996 i Atlanta.